# Geranomyia vindicta
Geranomyia vindicta är en tvåvingeart. Geranomyia vindicta ingår i släktet Geranomyia och familjen småharkrankar.

## Underarter
Arten delas in i följande underarter:
- G. v. dilucida
- G. v. vindicta